# Xysticus yogeshi
Xysticus yogeshi là một loài nhện trong họ Thomisidae.
Loài này thuộc chi Xysticus. Xysticus yogeshi được Pawan U. Gajbe miêu tả năm 2005.